# Raïon Novobavarsky
Le raïon Novobavarsky ou raïon Neo-Bavière (en ukrainien : Новобаварський район) est un raïon (district) urbain de Kharkiv, la capitale de l'oblast de Kharkiv.

## Situation
Il englobe des territoires dans le sud-ouest de Kharkiv.

## Historique
Il a été formé en 1924 comme Jovtnevi, il porte le nom de Nouvelle-Bavière depuis 2016.

## Lieux d’intérêt

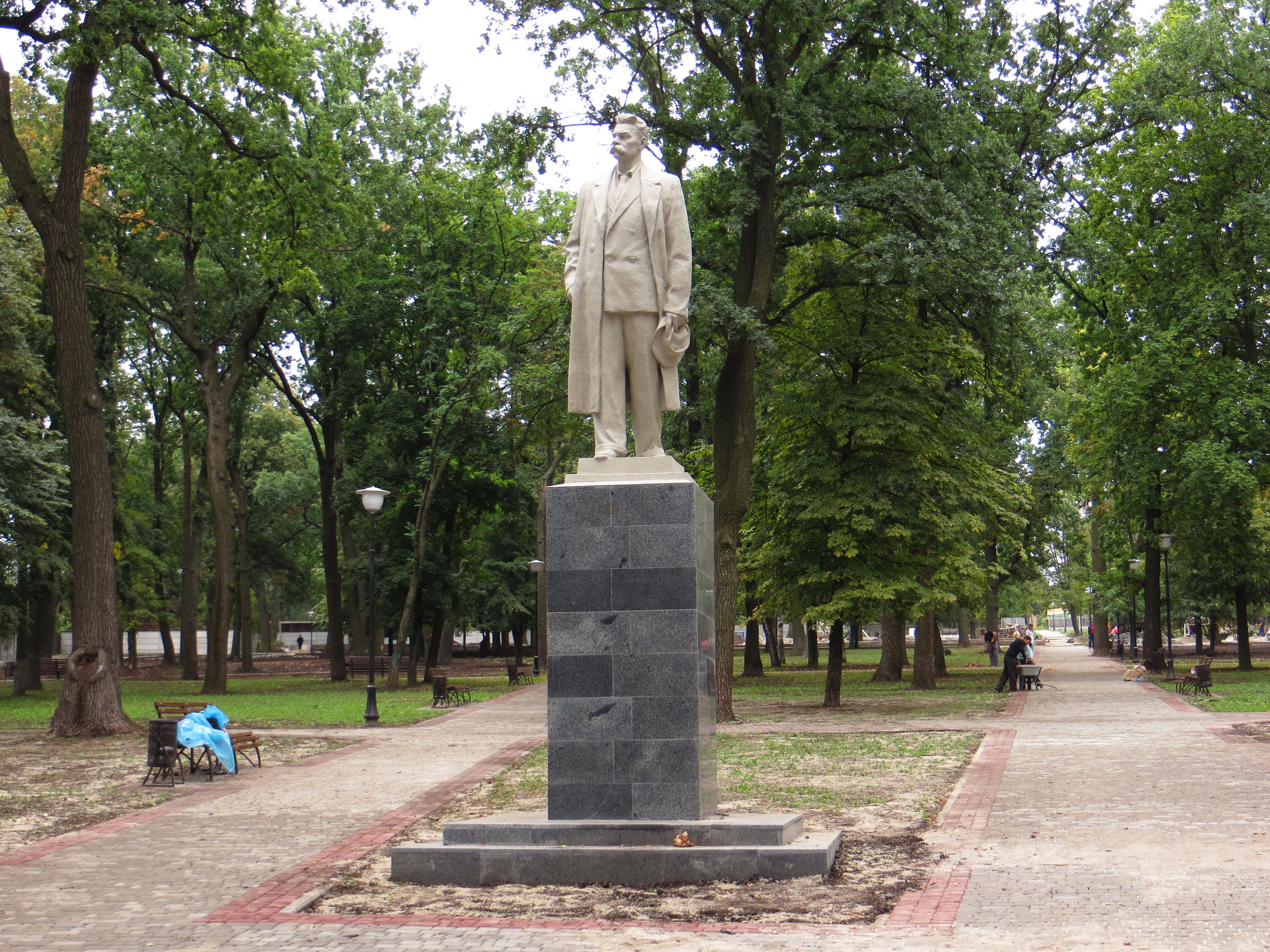
Parc Nouvelle-Bavière, la statue de Maxime Gorki classée[2].
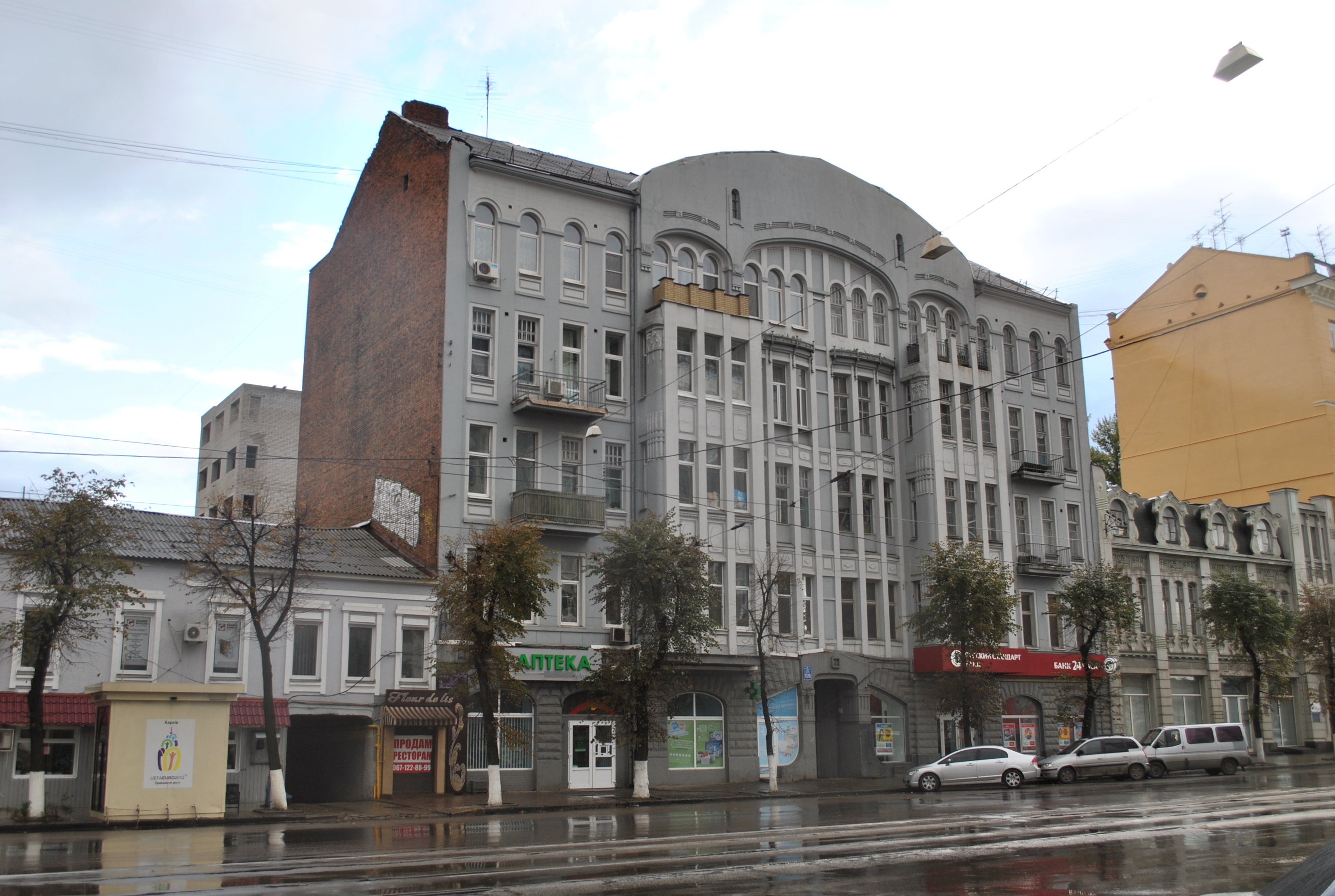
Immeuble classé[3].
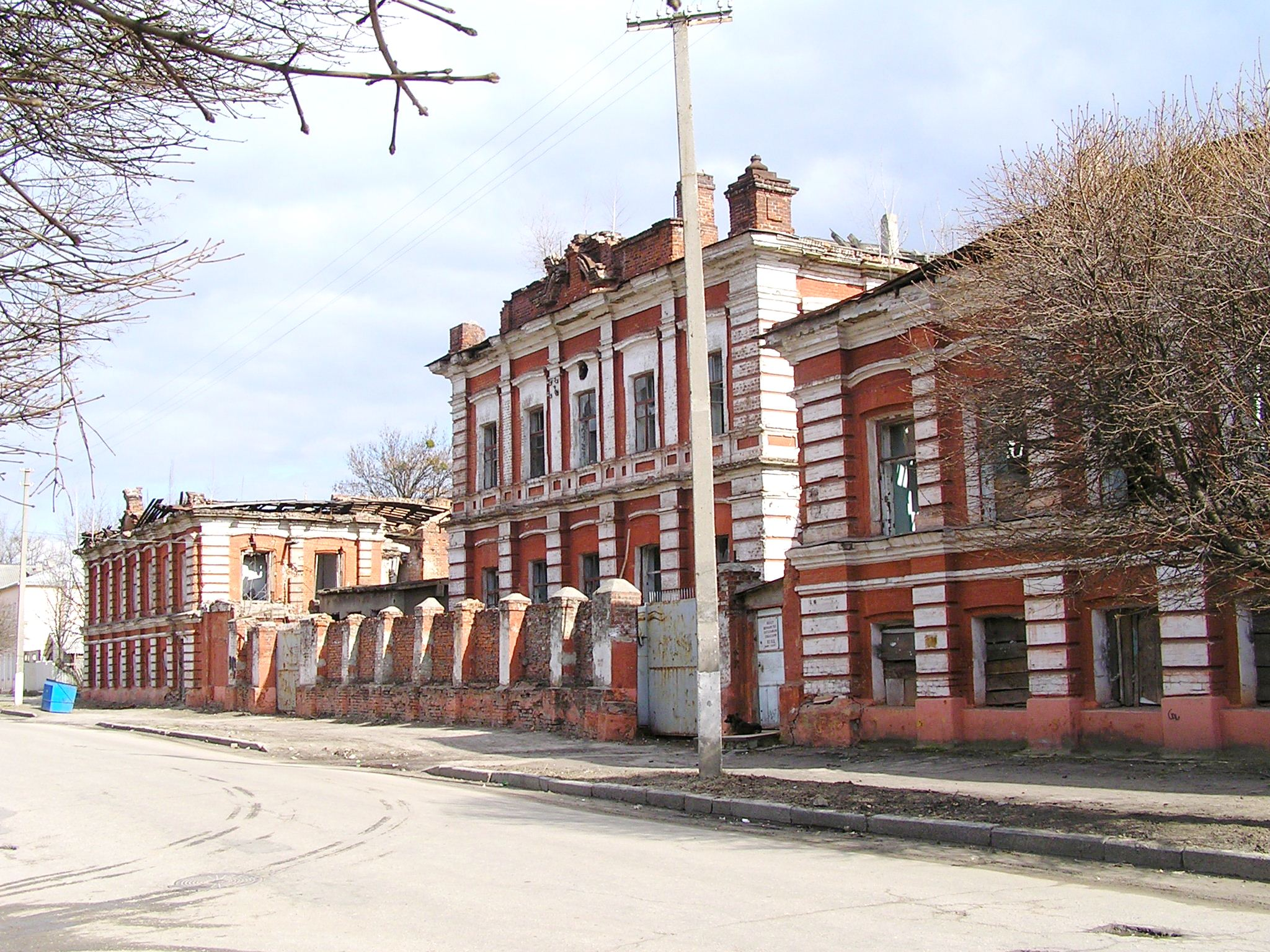
Usine sucrière Kontorska en 2009 classée
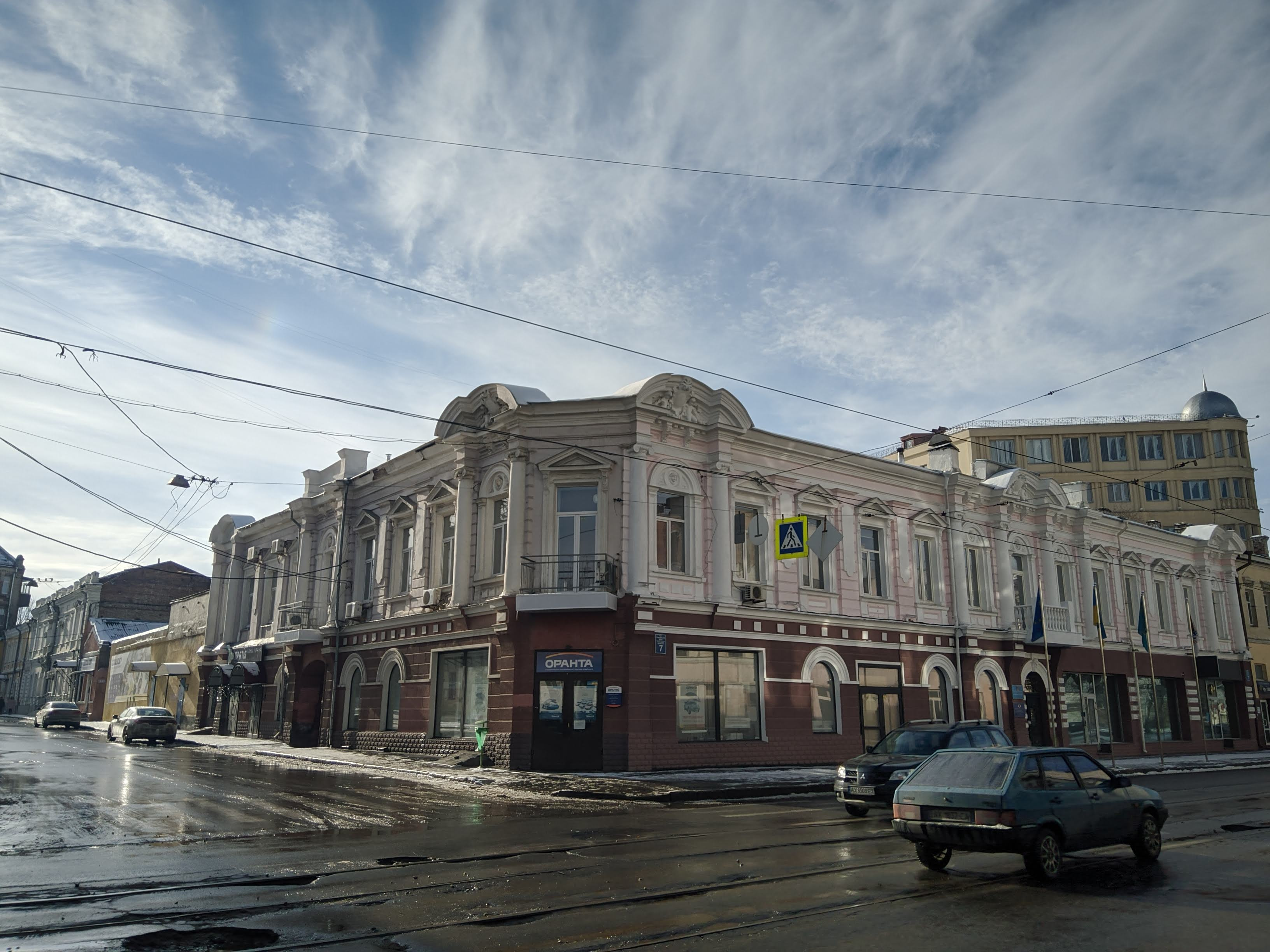
Immeuble résidentiel classé[5].